# Merosargus hyalopterus
Merosargus hyalopterus är en tvåvingeart som beskrevs av Giglio-tos 1891. Merosargus hyalopterus ingår i släktet Merosargus och familjen vapenflugor. Inga underarter finns listade i Catalogue of Life.